# Greta von Frenckell-Thesleff
Margareta (Greta) von Frenckell, född 1881 i Pernå, död 1967, var finländsk diplomatfru, översättare och författare.

## Biografi
Margareta (Greta) von Frenckell-Thesleff skrev studenten 1899, gifte sig med filosofie doktor Rolf Thesleff (1903–1938) och blev filosofie magister 1910.  Åren 1925–1930 bodde hon i Rom eftersom maken stationerades där som ambassadör. Greta von Frenckell-Thesleff intresserade sig för den italienska renässansens litteratur och översatte den italienska poeten Gaspara Stampas sonetter till svenska. Inom den skandinaviska föreningen, där Greta von Frenckell-Thesleff satt med i styrelsen som den första finländska representanten, arbetade hon för att skapa kulturkontakter mellan nordbor och italienare. Von Frenckell-Thesleffs Den italienska Sappho”. Gaspara Stampa och hennes kärlekssånger utkom 1955.
Finlands ambassad i Rom var placerad i Palazzo Brancaccio fram till 1939 då andra världskriget bröt ut.
Under sin tid i Italien lät Rolf och Greta von Frenckell-Thesleff bygga ett hus i Murole, Ruovesi, i italiensk stil ovanpå en gammal ladugårdsruin av sten.Villa Italia, med 16 rum, påminde närmast om ett lantligt hus i Toscana och blev färdigt 1925. Första våningen av sten fick en andra våning, en så kallad piano nobile, i rappad stock. Villan inreddes i italiensk stil och med konst från 1800-talets Europa på väggarna.
Efter tiden i Rom bodde familjen von Frenckell-Thesleff bland annat i Köpenhamn, där maken Rolf dog i augusti 1938. Efter makens död utkom samtliga av Greta von Frenckell-Thesleffs litterära verk. De två första var litteraturvetenskapliga analyser av Minna Canth och Gaspara Stampa, den tredje en diktsamling och den fjärde en memoarbok om tiden i Rom. Hon utgav och kommenterade också ett verk av Karl August Tavaststjerna, Brev till Diana (Aline Borgström), ett år före sin död.
Greta von Frenckell-Thesleff utnämndes till hedersdoktor vid Helsingfors universitet 1964. Hennes arkiv finns hos Svenska litteratursällskapet i Finland.

### Utgivare
- Tavaststjerna, Karl. A. (1966), Brev till Diana, Helsingfors: Svenska litteratursällskapet i Finland. – Utgivna och kommenterade av Greta von Frenckll-Thesleff